# Jimmy O
Jean Jimmy Alexandre med kunstnernavnet Jimmy O (9. marts 1974 – 12. januar 2010) var en haitiansk hip hop-musiker. Han blev født i Port-au-Prince men boede i New York City. Han var sammen med Wyclef Jean's Yéle Haiti Foundation i gang med at lave sit første debutalbum, hvilket dog aldrig blev til noget, da han døde som følge af Jordskælvet i Haiti i 2010.
Han døde som følge af Jordskælvet i Haiti i 2010, da han blev mast sammen i sin bil imens at han var ude at køre i Port-au-Prince. Hans mor, hans kone, to af hans tre børn, hans agent, og en CNN-besætning var til stede, da hans lig blev opdaget og identificeret tre dage senere.